# 西長田ゆりの里駅
西長田ゆりの里駅（にしながたゆりのさとえき）は、福井県坂井市春江町西長田にある、えちぜん鉄道三国芦原線の駅。駅番号はE35。

## 歴史
- 1928年（昭和3年）12月30日：三国芦原電鉄の福井口 - 芦原（現在のあわら湯のまち駅）間開業に伴い、西長田駅（にしながたえき）として開業[1][2]。
- 1931年（昭和6年）6月15日：丸岡鉄道線（後の京福電気鉄道丸岡線）が当駅から丸岡間まで開業[3]。
- 1942年（昭和17年）8月1日：三国芦原電鉄が京福電気鉄道に合併する[4]。
- 1944年（昭和19年）12月1日：丸岡鉄道が京福電気鉄道に合併する[4]。
- 1968年（昭和43年）7月11日：丸岡線廃止[5][6]。
- 2003年（平成15年）
  - 2月1日：会社譲渡でえちぜん鉄道の駅となる[7]。
  - 7月20日：福井口 - 西長田間の運行を再開[8][7]。
  - 8月10日：西長田 - 三国港間の運行を再開[7]。
- 2017年（平成29年）3月25日：西長田ゆりの里駅に改称[9][10][11]。
- 2021年（令和3年）4月29日：新駅舎の供用開始[12][13]。

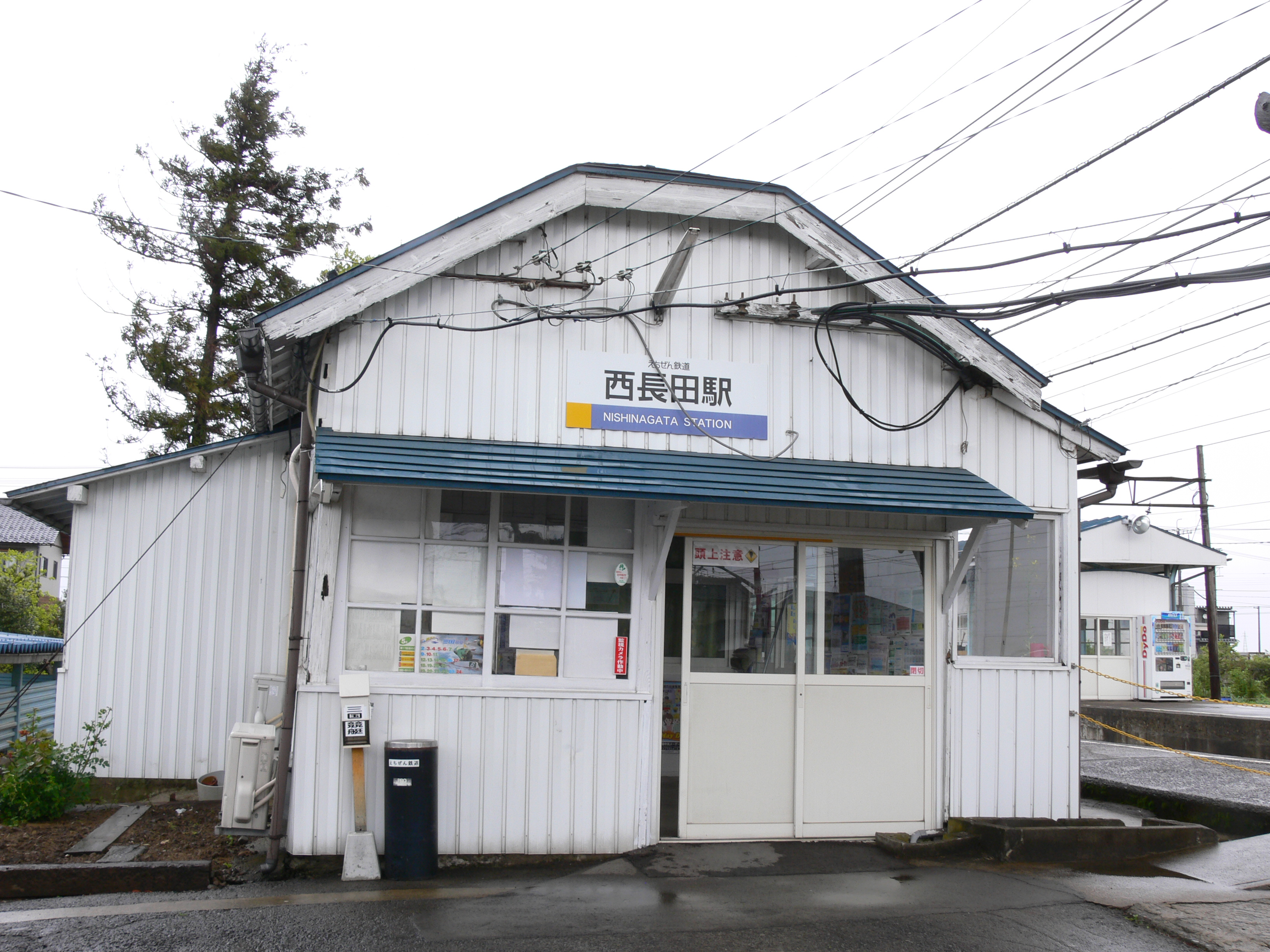
駅名改称前の旧駅舎（2009年5月）。 現駅舎と反対側の三国方面ホームに接していた。

## 駅構造

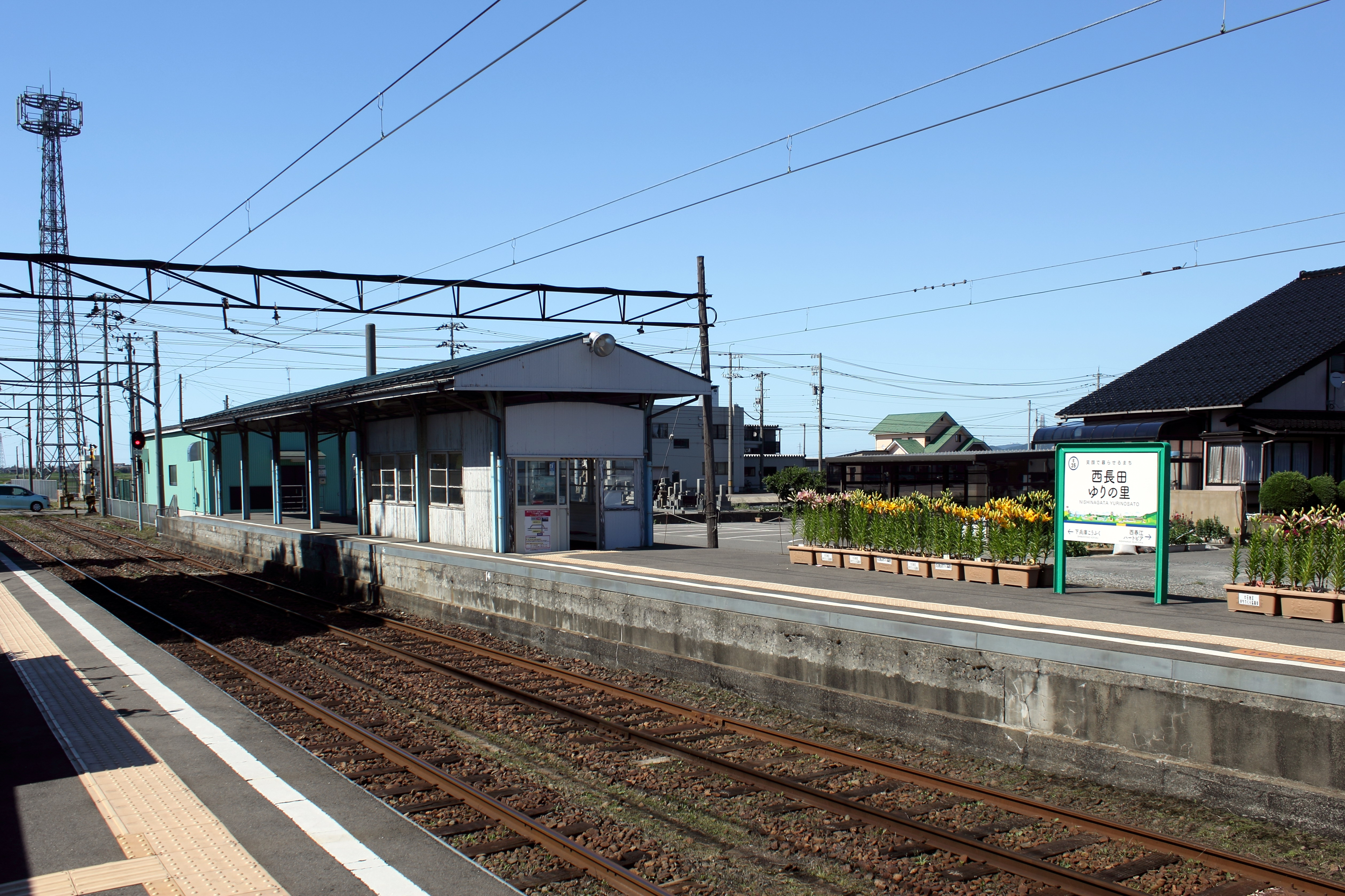
ホーム

### 駅舎
福井県道5号線の西長田交差点付近の集落側（線路の西側）でも、幹線道より集落を入ったところにある。
えちぜん鉄道の駅となってからは、旧来の木造駅舎に同社のカラーリングが施され、当駅と三国港駅間の営業運転開始から2006年（平成18年）11月の間は無人駅であったが、同年12月より平日のみ早朝・深夜を除き駅員を配置している。

### ホーム
2面3線。
駅舎に接し待合室とつながる単式ホーム1面1線が三国港方面、構内遮断機の付いた通路で連絡する島式ホーム（待合室付き）2面2線の西側が福井方面である。
上り線、下り線ともに両方向に出発信号機があり、各線に到着した列車は、折返し運転が可能である。下り線からの折返しは、当駅発の列車や試運転列車等により日常的に使用されている。
上り線の三国方面への出発信号機は開業後設置された。
島式ホームの東側は丸岡線の発着線の跡で、北側が車止めされ使われていなかったが、最近はレール運搬等でモーターカーがレール運搬トロリーと留置されていることがある。
島式ホームの東隣には、開業当初、屋根だけカラーリングされた保線小屋が残っていたが、現在は撤去され、西側にあった変電所が移転した。その際側線も短縮された。

### のりば
| のりば | 路線        | 方向     | 行先     | 備考                                     |
| ------ | ----------- | -------- | -------- | ---------------------------------------- |
| 反対側 | ■三国芦原線 | 下り     | 三国方面 | 上り方面折り返し列車は下りホームから発着 |
| 駅舎側 | ■三国芦原線 | 上り     | 福井方面 | 上り方面折り返し列車は下りホームから発着 |
| 外側   | 使用停止    | 使用停止 | 使用停止 | 1968年に廃止の丸岡線専用ホーム           |

## 利用状況
「坂井市統計年報」によると、1日平均の乗車人員は以下のとおりである。
| 乗車人員推移 | 乗車人員推移 |
| 年度         | 1日平均人数  |
| ------------ | ------------ |
| 2007年       | 123          |
| 2008年       | 135          |
| 2009年       | 130          |
| 2010年       | 128          |
| 2011年       | 126          |
| 2012年       | 148          |
| 2013年       | 150          |
| 2014年       | 160          |
| 2015年       | 165          |
| 2016年       | 153          |
| 2017年       | 151          |
| 2018年       | 164          |
| 2019年       | 169          |
| 2020年       | 129          |
| 2021年       | 137          |
| 2022年       | 162          |

## 駅周辺
農村的住宅密集地がまばらにあり、田園風景が広がる。駅名改称時の由来となっているゆりの里公園は当駅からやや離れている。
テクノポート福井工業地帯へアクセスする「テクノポート号」と、春江東部地区の事業所を結ぶバス「ベンリくん」を、えちぜん鉄道がケイカン交通（京福グループ）へ委託して平日のみ運行している。なお、いずれもデマンド型交通（区域運行）のため、乗車には事前の電話予約が必要となる。「テクノポート号」は予約をすればゆりの里公園にも停車する。

## 隣の駅
えちぜん鉄道
■三国芦原線
□快速（上りのみ）・■普通
西春江ハートピア駅 (E34) - 西長田ゆりの里駅 (E35) - 下兵庫こうふく駅 (E36)

### かつて存在した路線
京福電気鉄道
丸岡線
東長田駅 - 西長田駅
- 駅名は廃止当時のもの。